# Hvor vejene mødes
Hvor vejene mødes er en film instrueret af Hagen Hasselbalch efter eget manuskript.

## Handling
Kastrup Lufthavn er en af Europas mest trafikerede – en fortælling om lufthavnens internationale befolkning og præcisionsmaskineri.